# Tabanus erebus
Tabanus erebus är en tvåvingeart som beskrevs av Osten Sacken 1886. Tabanus erebus ingår i släktet Tabanus och familjen bromsar. Inga underarter finns listade i Catalogue of Life.